# Jesurun Rak-Sakyi
Jesurun Rak-Sakyi (* 5. Oktober 2002 in London) ist ein englisch-ghanaischer Fußballspieler, der bei Crystal Palace in der Premier League unter Vertrag steht und bis Ende der Saison 2024/25 an Sheffield United in der EFL Championship ausgeliehen ist.

## Karriere
Rak-Sakyi begann seine fußballerische Ausbildung beim FC Chelsea, wo er im Mai 2018 als noch Fünfzehnjähriger sein erstes U18-Premier League-Spiel gegen die U18 vom FC Arsenal bestritt. Für die Saison 2018/19 wechselte er in die Jugend von Brighton & Hove Albion. Hier spielte er erneut einmal in der U18 Premier League, wobei er einmal traf.
Im Sommer 2019 schloss er sich Crystal Palace an, brauchte aber eine Weile, bis er sich in der U18 des Vereins etablieren konnte. In der Saison 2020/21 wurde er Stammspieler in der U18, spielte dort sechzehnmal für die U18, wobei er acht Tore schoss und acht Vorlagen gab. Zudem kam er neunmal für die U21 zum Einsatz (siebenmal in der Premier League 2 und zweimal in den Premier League 2 Playoffs) und stand im April 2021 das erste Mal im Kader der Profimannschaft in der Premier League. Im Mai 2021 wurde er noch zwei weitere Male in den Kader der ersten Mannschaft berufen, blieb aber dort ohne Einsatz. In der Saison 2021/22 hatte Rak-Sakyi seinen Platz zumeist bei der U21 von Crystal Palace, für die er 25 Spiele in der Premier League 2 bestritt. Am 14. August 2021 (1. Spieltag) debütierte er aber bei den Profis in der Premier League, als er bei der 0:3-Niederlage gegen den FC Chelsea eingewechselt wurde. Der zweite Einsatz bei den Profis folgte dann allerdings erst am 38. Spieltag beim 1:0-Sieg gegen Manchester United.
In der Saison 2022/23 bestritt Rak-Sakyi im August noch ein Spiel für Crystal Palace U21 und war dann bis zum Juni 2023 an Charlton Athletic ausgeliehen, für die er in EFL League One 43 Spiele absolvierte und dabei 15 Tore schoss. Nach Ende der Leihe kehrte Rak-Sakyi zu Crystal Palace zurück, kam aber - auch aufgrund einer schweren Oberschenkelverletzung - in der Saison 2023/24 nur zu sechs Einsätzen in der Premier League zu Beginn der Saison. Zu Beginn der Saison 2024/25 wurde er erneut bis Ende Mai verliehen, dieses Mal an Sheffield United in die EFL Championship.

## Nationalmannschaft
Am 6. September 2021 spielte Rak-Sakyi erstmals für die englische U20 - Nationalmannschaft. Beim 6:1-Sieg gegen Rumänien U20 wurde er in der 77. Minute eingewechselt und schoss kurz vor dem Abpfiff den letzten Treffer der Partie. Es folgten weitere vier Spiele für die U20 - Nationalmannschaft und zwei Spiele für die U21 - Nationalmannschaft.

## Sonstiges
Jesurun Rak-Sakyi ist der Bruder von Sam Rak-Sakyi, der auch beim FC Chelsea ausgebildet wurde und dort zur Zeit (Stand: Februar 2025) spielt.